# 闪回
闪回是一種非自願的重现记忆的心理現象，此時个体會突然想到过往经历，記憶被不自主的唤醒，而且突然想起的過往經歷與目前所處的環境無關。这种過往的經歷也許令人恐惧、悲傷，也有可能令人感到幸福以及兴奋。 对于創傷後壓力症患者來說，闪回会严重扰乱日常生活。 